# Бодињи
Бодињи (фр. Beaudignies) насеље је и општина у североисточној Француској у региону Север-Па д Кале, у департману Север која припада префектури Авне сир Елп.
По подацима из 2011. године у општини је живело 569 становника, а густина насељености је износила 71,84 становника/km². Општина се простире на површини од 7,92 km². Налази се на средњој надморској висини од 99 метара (максималној 131 m, а минималној 65 m).

## Демографија
| 1962. | 1968. | 1975. | 1982. | 1990. | 1999. | 2011. |
| ----- | ----- | ----- | ----- | ----- | ----- | ----- |
| 591   | 597   | 527   | 543   | 523   | 537   | 569   |

График промене броја становника у току последњих година